# Серебров, Анатолий Павлович
Анатолий Павлович Серебро́в (род. 7 декабря 1944 года) — советский и российский физик, член-корреспондент РАН (2016).

## Биография
Родился 7 декабря 1944 года в Ленинграде.
В 1978 году — защитил кандидатскую диссертацию, тема: «Поиск электрического дипольного момента нейтрона с помощью ультрахолодных нейтронов».
В 1988 году — защитил докторскую диссертацию, тема: «Ультрахолодные нейтроны и их применение в физическом эксперименте».
В 2016 году — избран членом-корреспондентом РАН.
Заведующий отделом нейтронной физики Петербургского института ядерной физики имени Б. П. Константинова.

## Научная деятельность
Ведет исследования в области фундаментальных взаимодействий и нейтронной физики.
Автор 181 научного труда, 1 открытия и 5 изобретений.
Основные результаты научной деятельности:
- создано направление исследований фундаментальных взаимодействий с использованием ультрахолодных нейтронов. Получены важнейшие результаты в таких фундаментальных задачах как поиск электрического дипольного момента нейтрона, прецизионное исследование распада нейтрона, поиск отклонений от Стандартной Модели;
- разработаны высокоинтенсивные источники ультрахолодных нейтронов (УХН). В 80-е годы на реакторе ВВР-М (ПИЯФ) был создан высокоинтенсивный источник поляризованных холодных и УХН с жидководородным замедлителем в реакторе. В настоящее время на реакторе ВВР-М создается источник УХН, с использование сверхтекучего гелия. Это позволит достичь плотности УХН на несколько порядков выше плотности существующих источников УХН;
- в 90-е годы был установлен предел на величину — ЭДМ нейтрона dn<10-25 eсм. В настоящее время текущая точность измерений ПИЯФ на реакторе ILL составляет 5∙10-26 eсм;
- с лучшей в мире точностью выполнен эксперимент по измерению времени жизни нейтрона (n=878.5±0.8 с). Этот результат определяет среднемировое значение времени жизни нейтрона. Ликвидировано противоречие со Стандартной Моделью. С наилучшей точностью (0.4 %) измерена нейтринная асимметрия β-распада нейтрона;
- установлено лучшее ограничение на вероятность осцилляций нейтрона в зеркальный нейтрон (osc n-n>448 c (90 % С.L.), а также на дальнодействующие силы с СР-нарушением;
- создана нейтринная лаборатория на реакторе СМ-3, разработан эксперимент по поиску нейтринных осцилляций в стерильные нейтрино, ведутся измерения.

## Награды
- Заслуженный деятель науки Российской Федерации (2006)[3]